# Livin' la Vida Loca
"Livin' la Vida Loca" (em português: Vivendo a Vida Louca) é uma canção do cantor porto-riquenho Ricky Martin. Ela foi lançada em 1999 como sendo o primeiro single do primeiro álbum de estúdio em inglês de Martin. A canção foi composta por Desmond Child e Draco Rosa e chegou ao topo das paradas musicais em 1999. Ela recebeu várias nomeações ao Grammy e ajudou Ricky Martin a obter uma enorme popularidade tanto nos Estados Unidos quanto no mundo.
"Livin' la Vida Loca" foi eleita como uma das 20 Canções Mais Irritantes pela revista de música Rolling Stone.

## Videoclipe
O videoclipe foi dirigido por Wayne Isham e recebeu seis nomeações ao MTV Video Music Awards de 1999, (Vídeo do Ano, Melhor Vídeo Masculino, Melhor Vídeo de Pop, Melhor Vídeo de Dance, Melhor Coreografia em um Vídeo e Escolha da Audiência), ganhando a categoria Melhor Vídeo de Pop, Melhor Vídeo de Dance e dois prêmios extras internacionalmente do Escolha da Audiência.

## Sucesso comercial
"Livin la Vida Loca" foi o primeiro hit número um de Ricky Martin (e o único até agora), a permanecer no topo da parada musical dos EUA por cinco semanas e a ficar no top 10 da Parada de Fim de Ano do país de 1999.
No show de TV japonês "Bakuten", o comediante japonês Masaki Sumitani (Razor Ramon HG) usa essa canção como sendo seu tema; no episódio Hiromi Gō, ele admite que usou a canção sem permissão. Sumitani também usou a canção como seu tema de entrada na promoção de álbum My All de Mariah Carey de 1998 profissionais wrestling HUSTLE.

## Formatos e faixas
CD Single
1. "Livin' La Vida Loca" (Versão do Álbum)
2. "Livin' La Vida Loca" (Trackmasters Remix com participação de Big Pun, Cuban Link & Fat Joe)
3. "La Copa de la Vida" (Versão em Espanglês)
4. "Livin' La Vida Loca" (Joey Musaphia Deep Vocal Edit)
5. "Livin' La Vida Loca" (Pablo Flores English Club Mix)

CD Single espanhol/latino
1. "Livin' La Vida Loca" (Versão do Álbum)
2. "Livin' La Vida Loca" (Pablo Flores English Radio Edit)
3. "Livin' La Vida Loca" (Pablo Flores Spanish Club Mix)
4. "Livin' La Vida Loca" (Pablo Flores Spanish Radio Edit)
5. "Livin' La Vida Loca" (Pablo Flores Spanish Dubapella)
6. "Livin' La Vida Loca" (Pablo Flores Spanglish Club Mix)
7. "Livin' La Vida Loca" (Pablo Flores Spanglish Radio Edit)

CD Single norte-americano
1. "Livin' La Vida Loca" (Versão do Álbum)
2. "Livin' La Vida Loca" (Scissorhands Push & Pull English House Mix)
3. "Livin' La Vida Loca" (Scissorhands English Radio Edit)
4. "Livin' La Vida Loca" (Scissorhands Alternative Radio Edit)
5. "Livin' La Vida Loca" (Joey Musaphia's Carnival Mix)

Outras versões
1. "Livin' La Vida Loca" (The Gypsy Pistoleros cover)
2. "Livin' La Vida Loca (punk cover)" (Toy Dolls version)

## Desempenho nas paradas

### Posições
| Top (1999)                         | Melhor posição |
| ---------------------------------- | -------------- |
| Argentina                          | 1              |
| Austrália - Parada de Singles ARIA | 1              |
| Canadá - Hot 100 Singles           | 1              |
| Espanha                            | 1              |
| EUA - Billboard Hot 100            | 1 (5x)         |
| Europa - Eurochart Hot 100 Singles | 1              |

| Top (1999)                              | Melhor posição |
| --------------------------------------- | -------------- |
| França                                  | 2              |
| Irlanda                                 | 1              |
| México                                  | 1              |
| Nova Zelândia - Parada de Singles RIANZ | 1 (1x)         |
| Reino Unido - UK Singles Chart          | 1 (3x)         |
| Suíça                                   | 1              |

### Certificações e vendas
| País        | Certificação (Se Possuir) | Vendas           |
| ----------- | ------------------------- | ---------------- |
| Austrália   | Platina                   | 70,000+          |
| Alemanha    | Ouro                      | 150,000+         |
| Noruega     | Ouro                      | (não disponível) |
| Suécia      | Ouro                      | 10,000+          |
| Reino Unido | Platina                   | 600,000+         |